# Quảng Phú, Đắk Lắk
Quảng Phú là xã của tỉnh Đắk Lắk, Việt Nam.

## Địa lý
Thị trấn Quảng Phú nằm ở trung tâm huyện Cư M'gar, cách phường Buôn Ma Thuột 15 km về hướng bắc và có vị trí địa lý:
- Phía bắc giáp xã Cư M'gar
- Phía tây giáp các xã Ea Nuôl, Ea M'Droh
- Phía đông giáp xã Cuôr Đăng
- Phía nam giáp các phường Buôn Ma Thuột, Tân An

Thị trấn Quảng Phú diện tích 9,73 km², dân số năm 2019 là 26.733 người, mật độ dân số đạt 2.748 người/km².
Đây là xã duy nhất của Việt Nam nằm sát bên một miệng núi lửa đã tắt, đó là núi Cư M'gar, có niên đại từ thế Holocen. Quần thể các miệng núi lửa ở Cư M'gar là đặc trưng và có hình dạng rõ rệt nhất trong số ít các núi lửa trên đất liền tại Việt Nam.

## Hành chính
Xã Quảng Phú được chia thành 20 tổ dân phố và 29 thôn,buôn

## Lịch sử
Sau năm 1975, Quảng Phú là một xã thuộc huyện Krông Búk.
Ngày 30 tháng 8 năm 1977, Hội đồng Chính phủ ban hành Quyết định 230-CP. Theo đó, chuyển xã Quảng Phú về huyện Ea Súp mới thành lập.
Ngày 23 tháng 1 năm 1984, Hội đồng Bộ trưởng ban hành Quyết định 15-HĐBT. Theo đó, chuyển xã Quảng Phú về huyện Cư M'gar mới thành lập. Huyện lỵ huyện Cư M'gar đặt tại xã Quảng Phú.
Ngày 9 tháng 1 năm 1998, Chính phủ ban hành Nghị định 04/1998/NĐ-CP. Theo đó, thành lập thị trấn Quảng Phú, thị trấn huyện lỵ huyện Cư M'gar trên cơ sở 1.007 ha diện tích tự nhiên và 8.568 người của xã Quảng Phú.
Sau khi điều chỉnh địa giới hành chính, xã Quảng Phú còn lại 2.666 ha diện tích tự nhiên, 5.281 người và được đổi tên thành xã Quảng Tiến.
Ngày 30 tháng 10 năm 2020, Bộ Xây dựng ban hành Quyết định 1396/QĐ-BXD công nhận thị trấn Quảng Phú là đô thị loại IV.